# Jane Novak
Jane Novak (12 de enero de 1896 – 3 de febrero de 1990) fue una actriz estadounidense famosa en la época del cine mudo.
Durante su extensa carrera, Jane actuó al lado de famosos actores como Wallace Beery, Tom Mix y Hobart Bosworth. Las películas de Novak a menudo se basaban en historias al aire libre. Algunas de estas incluyen Treat 'Em Rough (1919), Kazan (1921), Isobel (1920), The River's End (1920) y The Rosary (1922). Jane era hermana de la actriz Eva Novak y sobrina de la también actriz Anne Schaefer. Falleció en 1990 a causa de un derrame cerebral.

## Filmografía parcial
| - The Kiss (1914) - A Little Madonna (1914) - Willie Runs the Park (1915) - Graft (1915) - Just Nuts (1915) - From Italy's Shores (1915) - The Hungry Actors (1915) - Selfish Yates (1918) - The Temple of Dusk (1918) - Treat 'Em Rough (1919) - Wagon Tracks (1919) - Behind the Door (1919) - The River's End (1920) - The Barbarian (1920) - Roads of Destiny (1921) | - Three Word Brand (1921) - Jealous Husbands (1923) - The Prude's Fall (1924) - The Blackguard (1925) - The Substitute Wife (1925) - The Lure of the Wild (1925) - Lost at Sea (1926) - Free Lips (1928) - Redskin (1929) - Hollywood Boulevard (1936) - Gallant Lady (1942) - The Yanks Are Coming (1942) - Here Comes Kelly (1943) - Desert Fury (1947) |